# Dallas – Kampf bis aufs Messer
Dallas – Kampf bis aufs Messer (Originaltitel: Dallas: War of the Ewings) ist ein US-amerikanischer Fernsehfilm von Michael Preece aus dem Jahr 1998. Er ist der letzte von drei Fernsehfilmen, die nach dem Ende der Serie Dallas (1978–1991) produziert wurden.

## Handlung
J.R. Ewing ist durch eine Intrige nun der Chef des Ölkonzerns Weststar, während seine Ex-Frau Sue Ellen und sein Bruder Bobby das rechtmäßig geerbte Familienunternehmen Ewing Oil Company leiten. Sue Ellen hegt seit längerem heimlich romantische Gefühle für ihren ehemaligen Schwager Bobby. Diesen Umstand will J.R. nun für sich nutzen, um auch wieder an die Spitze des Unternehmens zu kommen, das einst von seinem Vater Jock Ewing gegründet und aufgebaut wurde. Deshalb spielt er Bobby und Sue Ellen mit mäßigem Erfolg gegeneinander aus.
Doch der ehemalige Weststar-Chef Carter McKay plant J.R.s Expansionsplänen zuvorzukommen, um sich dabei selbst als neuen Business-Partner für die Ewing Oil Company ins Spiel zu bringen.
Währenddessen hat J.R. schon ein neues Ziel vor Augen. Die Plantage des Farmers Ray Krebbs, welcher der Halbbruder väterlicherseits von J.R. und Bobby ist. Denn alle, außer Ray selbst, wissen schon sehr lange, dass unter seiner Plantage sehr große und noch unberührte Ölressourcen lagern.
Als eines Tages plötzlich eine Bombe im Kofferraum von J.R.s Limousine explodiert, wächst bei J.R. wieder sein alter Kampfgeist, denn er weiß, zu welchen Mitteln seine Widersacher fähig sind. Aber seine Widersacher wissen auch zu welchen Mitteln J.R. immer noch fähig ist…

## Hintergrund
Der Film ist nach Dallas – J.R. kehrt zurück die zweite filmische Fortsetzung der Serie Dallas. Danach wurde die Serie von 2012 bis 2014 unter dem gleichen Titel für drei Staffeln und 40 Folgen fortgeführt.
Der Film wurde in den USA am 24. April 1998 beim Sender CBS erstausgestrahlt. Die deutschsprachige Erstausstrahlung erfolgte am 3. August 1999 auf dem Pay-TV-Sender Premiere. Am  15. Mai 2002 wurde der Film beim Sender RTL erstmals im Free-TV gezeigt.

## Kritik
Das Lexikon des internationalen Films urteilt: „Ein müder Abgesang auf den einstigen Ruhm dieses Dauerbrenners.“